# Напади бобрів

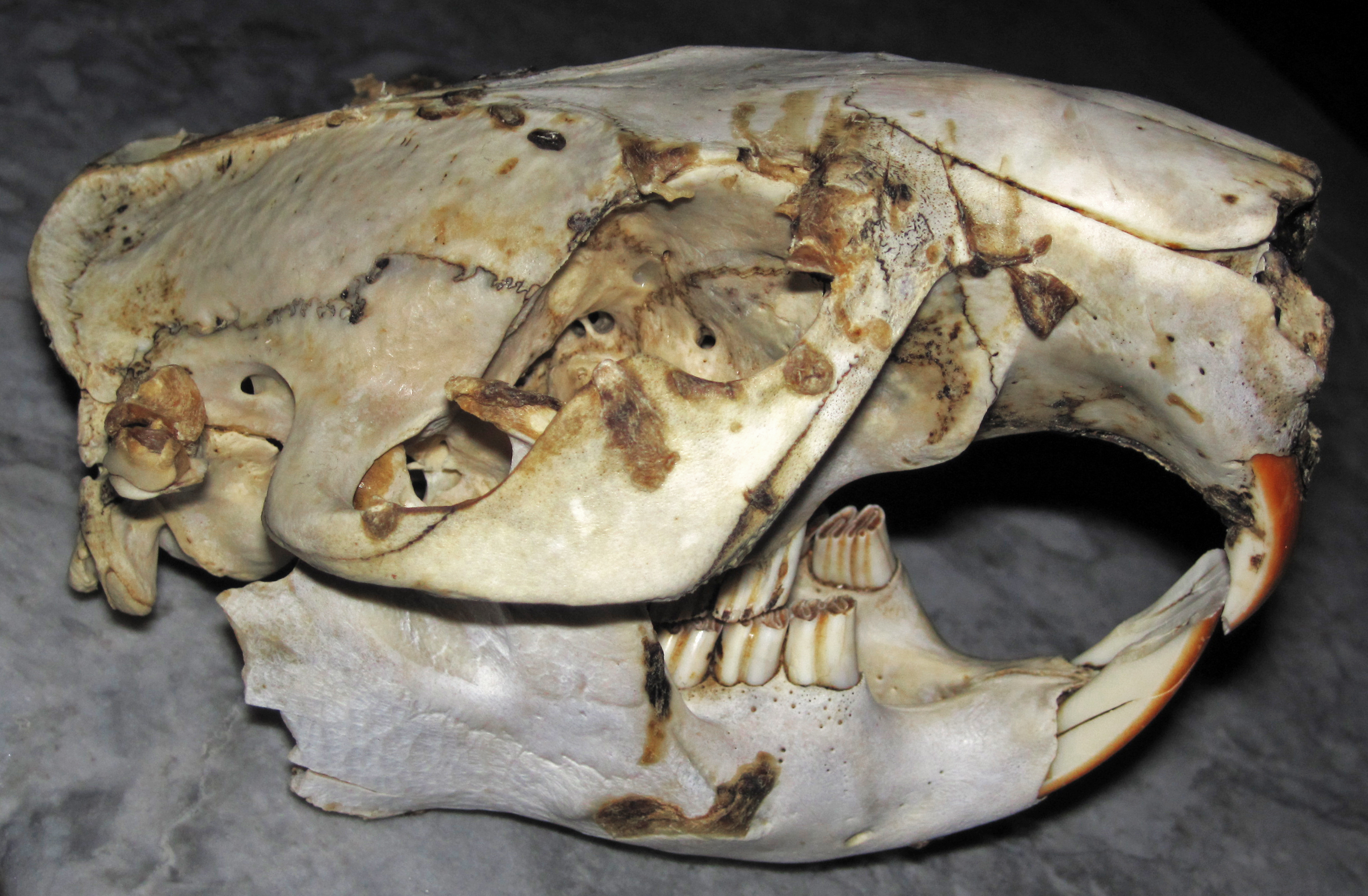
Ікла канадського бобра.

Напад бобрів на людину або домашніх тварин відносно рідкісні, але про них повідомляють все частіше, оскільки люди все частіше заходять у природне середовище існування цих тварин і порушують його.
Відомо, що бобри надзвичайно агресивно захищають свою територію від посягань. Вони можуть нападати на людей, коли заражені сказом, а також «можуть дезорієнтуватися вдень і нападати зі страху». Напади на суші та у воді були зафіксовані як для євразійських, так і для північноамериканських бобрів. Особливу небезпеку становлять фірмові гострі передні зуби обох видів, оскільки вони досить довгі, щоб проходити крізь кінцівки і викликати значну кровотечу.
Відомий щонайменше один випадок нападу бобра на людину зі смертельним наслідком: 60-річний рибалка в Білорусі помер у 2013 році після того, як бобер перекусив йому артерію на нозі. ЗМІ описали цей інцидент як «останній у серії нападів бобрів на людей у країні», де зростаюча популяція бобрів призвела до збільшення агресивної взаємодії з людьми. Однак інші критикували потерпілого, зазначаючи, що він, швидше за все, сам спровокував напад, коли схопив бобра, намагаючись сфотографуватися з ним.
Несмертельні напади на людей включали: напад на сноркелера в морській воді біля узбережжя Нової Шотландії, що було незвично, оскільки бобри зазвичай обмежуються прісною водою; побиття скаженим бобром літньої жінки у Вірджинії; напад на лідера бойскаутів у Пенсильванії, після чого члени скаутського загону вбили скажену тварину, закидавши її камінням; напад на чоловіка, який купався в річці Добра в Хорватії. У 2021 році на літнього чоловіка з Массачусетсу також напав бобер, який залишив йому укуси на ногах, руках і голові.
Напади бобрів також можуть бути смертельними для домашніх тварин. Собака померла під час операції після укусу бобра в 2010 році на озері Юніверсіті на Алясці, де було зафіксовано низку неспровокованих нападів на домашніх тварин. В Альберті, де також було зафіксовано кілька несмертельних нападів бобрів, бобер убив хаскі.